# Rarities (álbum de The Beach Boys)
Rarities es un álbum de compilación de rarezas por The Beach Boys lanzado en 1983, por la compañía discográfica Capitol Records. Como lo demuestra el título, el álbum contiene "rarezas" del grupo, varias de ellas inéditas hasta ese momento. 

## Características
Rarities además de tener pistas peculiares, también tiene canciones no editadas oficialmente, siguiendo una premisa similar a Lost & Found (1961-1962).
Es el único álbum en tener la extraña inclusión de la canción de "With a Little Help from My Friends" de The Beatles  (una versión demo), cantada por Bruce Johnston como también "In My Room" cantada en alemán.
La versión de Dennis Wilson de la canción "All I Want to Do" fue grabada en el concierto de 1968 que se editó en el álbum en vivo Live in London, sin embargo no fue incluido en ese álbum en directo. "Land Ahoy" es una composición de Brian Wilson que permaneció inédita, hasta la edición de Rarities.
La versión de "Bluebirds over the Mountain" que aparece aquí es una nueva versión en estéreo holandesa (en un canal tiene sonidos de percusiones). También hay una grabación de la canción "The Letter" de Box Tops, una de las primeras versiones de "Good Vibrations" y "You're Welcome", es un poco de material aún no publicado del álbum cancelado SMiLE.

## Lista de canciones
Todas las canciones escritas y compuestas por Brian Wilson y Mike Love, excepto donde se indica. 
| N.º | Título                                                              | Nota                                     | Duración |  |
| 1.  | «With a Little Help from My Friends» (John Lennon y Paul McCartney) | Demo cantado por Bruce Johnston.         | 2:22     |  |
| 2.  | «The Letter» (Carson)                                               |                                          | 1:47     |  |
| 3.  | «I Was Made to Love Her» (Cosby, Hardaway, Moy y Wonder)            |                                          | 2:34     |  |
| 4.  | «You're Welcome» (Brian Wilson)                                     | Canción editada solamente como sencillo. | 1:06     |  |
| 5.  | «The Lord's Prayer» (Albert Hay Malotte)                            |                                          | 2:31     |  |
| 6.  | «Bluebirds over the Mountain» (Ersel Hickey)                        |                                          | 2:49     |  |
| 7.  | «Celebrate the News» (Dennis Wilson y Gregg Jakobson)               | Canción editada solamente como sencillo. | 3:03     |  |
| 8.  | «Good Vibrations» (B. Wilson/Love)                                  |                                          | 3:33     |  |
| 9.  | «Land Ahoy» (B. Wilson)                                             | Canción inédita de Brian Wilson.         | 1:42     |  |
| 10. | «In My Room» (B. Wilson/Usher [versión en alemán])                  | Versión en alemán.                       | 2:15     |  |
| 11. | «Cotton fields» (Huddie Ledbetter)                                  |                                          | 3:02     |  |
| 12. | «All I Want to Do» (Dennis Wilson)                                  | Versión en vivo.                         | 2:30     |  |
| 13. | «Auld Lang Syne» (Tradicional)                                      |                                          | 1:11     |  |